# O Grove
O Grove (spanska: El Grove) är en ort och kommun i provinsen Pontevedra i den autonoma regionen Galicien i nordvästra Spanien. Orten ligger vid Atlanten, cirka 19,5 kilometer nordväst om Pontevedra. Kommunen har 10 821 invånare (2024), på en yta av 21,89 km².